# Свободное государство Ольденбург
Свободное государство Ольденбург (нем. Freistaat Oldenburg) — земля Германии в 1918—1933 гг.

## История
11 ноября 1918 года великий герцог Ольденбурга Фридрих Август II отрёкся от престола, и герцогство было преобразовано в республику («свободное государство»), столицей которой стала бывшая герцогская резиденция Ольденбург. 23 февраля 1919 года прошли выборы в Ольденбургское Земское Собрание (Oldenburgische Landesversammlung), 17 июня 1919 года оно приняло Конституцию Свободного Государства Ольденбург (Verfassung für den Freistaat Oldenburg). Самой влиятельной партией стала Социал-демократическая партия Германии, второй по влиятельности — Немецкая народная партия, третья по влиятельности — Немецкая партия центра. В 1933 году Ольденбургский Земский Сейм был распущен. Название «Свободное государство Ольденбург» при этом сохранилось. В 1937 году, когда Ойтин и Биркенфельд были переданы в состав Свободного государства Пруссия, Ольденбург получил взамен от Пруссии Вильгельмсхафен. После Второй мировой войны Свободное государство Ольденбург было расформировано, а его территория вошла в состав федеральной земли Нижняя Саксония.

## Административное деление
Территория Ольденбурга делилась на 7 районов:
- Ольденбург
- Нойенбург
- Офельгённе
- Дельменхорст
- Фехта
- Клоппенбург
- Евер

3 города не входили в районы — Ольденбург, Дельменхорст и Евер.

## Государственный строй
Законодательный орган — Ольденбургский Земский Сейм (Oldenburgischer Landtag), избирался населением по пропорциональной системе сроком на 4 года, исполнительный орган — Ольденбургское Государственное Министерство (Oldenburgisches Staatsministerium), назначался Председателем Ольденбургского Земского Сейма и нём ответственность перед Земским Сеймом, орган конституционного надзора (Oldenburgische Staatsgerichtshof).

## Правовая система
Высшая судебная инстанция — Верхний земский суд (Oberlandesgericht Oldenburg), суд первой инстанции — Земский суд Ольденбурга (Landgericht Oldenburg), низшее звено судебной системы — участковые суды.

## Религия
Большинство верующих — протестанты, крупнейшая протестантская религиозная организация — Евангелическо-лютеранская церковь Ольденбурга (Evangelisch-Lutherische Kirche in Oldenburg).